# 中国精油
 中国精油 株式会社 （ちゅうごくせいゆ、英文社名：CHUSEI OIL CO.,LTD.）は、岡山県岡山市に本社を置く、石油化学品及び化学品の蒸留受託を行う会社である。

## 沿革
- 1941年 - 岡山市瓦町26番地に創立。
- 1944年 - 岡山市海岸通2-1に本社を移転。
- 1957年 - 岡山市西中山下90（現・岡山市北区中山下2丁目1-77）に本社を移転。
- 1969年 - 倉敷市水島川崎通1丁目（川崎製鉄水島鉄工所）に川崎構内工場を開設。
- 1970年 - 資本金を3,300万円に増資。東京都千代田区霞が関に東京支店を開設。
- 1971年 - 倉敷市玉島乙島8252-8に水島工場を開設。
- 1972年
  - 大阪市南区空堀町（現・大阪市中央区谷町）に大阪販売支店を開設。
  - 福山市鋼管町1番地（日本鋼管福山鉄工所）に日本鋼管構内工場を開設。
- 1973年 - 福岡市博多区駅前町に九州支店を開設。
- 1978年 - 北九州市門司区新門司2-1に新門司工場を開設。
- 1997年 - 東京都中央区日本橋本町2-6-1に東京支店を移転。
- 2006年 - 資本金を8,300万円へ増資。
- 2013年 - 大阪市中央区本町3-5-2に大阪販売支店を移転。
- 2015年 - 岡山市北区出石町1丁目2番11号に本社を移転。
- 2017年 - 東京都中央区京橋1-14-7に東京支店を移転。
- 2021年 - 福岡市博多区店屋町8-17に九州支店を移転。
- 2023年 - 岡山市北区中山下2丁目1-77に本社を移転。

## 関連会社
- 平頂山泰克斬特高級潤滑油有限公司（中国）
- 中平貿易株式会社（東京）